# Jacques Bellenger
Jacques Paul Gaston Bellenger (Amiens, 25 de diciembre de 1927-Épagny-Metz-Tessy, 24 de octubre de 2020) fue un deportista francés que compitió en ciclismo en la modalidad de pista. Ganó dos medallas de plata en el Campeonato Mundial de Ciclismo en Pista, en los años 1949 y 1951.

## Medallero internacional
| Campeonato Mundial | Campeonato Mundial     | Campeonato Mundial | Campeonato Mundial       |
| Año                | Lugar                  | Medalla            | Competición              |
| ------------------ | ---------------------- | ------------------ | ------------------------ |
| 1949               | Copenhague (Dinamarca) | Medalla de plata   | Velocidad individual (A) |
| 1951               | Milán (Italia)         | Medalla de plata   | Velocidad individual (P) |